# Nothobomolochus teres
Nothobomolochus teres är en kräftdjursart som först beskrevs av C. B. Wilson 1911.  Nothobomolochus teres ingår i släktet Nothobomolochus och familjen Bomolochidae. Inga underarter finns listade i Catalogue of Life.